# آنا شافر
آنا شافر (انگلیسی: Anna Shaffer؛ زادهٔ ۱۵ مارس ۱۹۹۲) هنرپیشه اهل بریتانیا است. وی از سال ۲۰۰۹ میلادی تاکنون مشغول فعالیت بوده‌است.
از فیلم‌ها یا برنامه‌های تلویزیونی که وی در آن نقش داشته‌است می‌توان به هری پاتر و شاهزاده دورگه، هری پاتر و یادگاران مرگ - قسمت اول و  هری پاتر و یادگاران مرگ - قسمت دوم اشاره کرد.
همچنین او در مجموعه تلویزیونی ویچر نیز نقش تریس دوست صمیمی ینفر را دارد.